# الجبهة الكاريلية
الجبهة الكاريلية (بالروسية: Карельский фронт)‏ كانت جبهة للجيش الأحمر السوفيتي خلال الحرب العالمية الثانية، وعملت في كاريليا.

## تاريخ
تأسست الجبهة الكاريلية في أغسطس 1941 عند تقسيم الجبهة الشمالية إلى الجبهة الكاريلية وجبهة لينينغراد من أجل مراعاة التطورات العسكرية المختلفة والمتطلبات على طرق لينينغراد مقابل تلك الموجودة على طول الحدود الفنلندية إلى القطب الشمالي. وظلت موجودة حتى نهاية الحرب.
غطت الجبهة القطاع الشمالي من بحيرة لادوغا ونهر سفير حتى ساحل القطب الشمالي بالقرب من مورمانسك. شاركت في القتال ضد القوات الفنلندية والألمانية على طول الحدود السوفيتية الفنلندية. تقسمت الجبهة بين بحيرة لادوغا وبحيرة أونيغا إلى الجيش السابع المستقل خلال المرحلة الثابتة من الحرب.
خلال عام 1944، شاركت الجبهة الكاريلية مع جبهة لينينغراد في الهجوم النهائي ضد فنلندا والذي أدى إلى الهدنة السوفيتية الفنلندية. في أكتوبر 1944، جرت عملية بيتسامو-كيركينيس على طول الجبهة، مما أدى إلى الاستيلاء على بعض أجزاء شمال فنلندا وتحرير الأجزاء الشرقية من مقاطعة فينمارك النرويجية من الاحتلال الألماني.
أجرت الجبهة الكاريلية في عملية بيتسامو-كيركينيس العملية العسكرية الكبرى الوحيدة الناجحة التي تم تنفيذها على الإطلاق في بيئة القطب الشمالي في الحرب الحديثة. وقد اعتُبرت الخبرات المكتسبة في إدارة العملية، وخاصة فيما يتعلق بتنظيم خدمات وإمدادات المنطقة الخلفية، مهمة لإدارة هجوم الجيش الأحمر ضد جيش كوانتونغ الياباني في منشوريا، ونقل العديد من الضباط القياديين من الجبهة الكاريلية إلى مسرح بايكال للحرب.

## القوات
ترتيب معركة الجبهة الكاريلية في الأول من سبتمبر 1944: 
- الجيش السابع (أليكسي نيكولايفيتش كروتيكوف)
  - فيلق البنادق الرابع (فرق البنادق 114 و272)
  - فيلق البنادق 99 (فرق البنادق 18 و65 و310)
  - لواء التزلج 30 و32
  - المناطق المحصنة 150 و162
  - فوج المدفعية 149 و633 و1942
  - فوج المدفعية 989 هاوتزر
- الجيش الرابع عشر (فلاديمير شيرباكوف)
  - فيلق البنادق الجبلية الخفيفة 126 (لواء البنادق البحرية 72، لواء التزلج 31)
  - فرقة البنادق الحرسية العاشرة
  - فرقة البنادق الرابعة عشرة
  - المنطقة المحصنة الثانية
- الجيش التاسع عشر (جورجي كوزلوف)
  - فرقة البنادق 21
  - فرقة البنادق 67
  - فرقة البنادق 104
  - فرقة البنادق 122
  - فرقة البنادق 341
  - لواء دبابات الحرس 38
  - فوج الدبابات المنفصل للحرس 73
  - فوج الدبابات المنفصل 88
- الجيش السادس والعشرون (ليف سكفيرسكي)
  - فيلق البنادق 31 (فرق البنادق 83 و205)
  - فيلق البنادق 132 (فرق البنادق 54 و367)
  - فرقة البنادق 45
- الجيش الثاني والثلاثون (فيليب د. جوريلينكو)
  - فيلق البنادق الجبلية الخفيفة 127 (فرقة البنادق 27)
  - المقر الرئيسي لفيلق البنادق 131
  - فرقة البنادق 176
  - فرقة البنادق 289
  - فرقة البنادق 313
  - فرقة البنادق 368
  - لواء المشاة البحري الثالث
  - لواء البنادق البحري 69 و70
  - لواء التزلج 33
  - كتيبة المشاة البحرية المنفصلة 31
- الجيش الجوي السابع (إيفان سوكولوف)
  - فرقة الحرس الجوي المختلطة الأولى
  - فرق الطيران المختلطة 257 و260 و261
  - فرقة الطيران المقاتلة 324
  - فوج الطيران المقاتل 858
  - فوج الطيران الناري والاستطلاعي 204
  - فوج الطيران المنفصل للاتصالات 121
  - سرب الطيران الاستطلاعي 108
  - سرب الطيران الاستطلاعي 119
  - سرب الطيران الاستطلاعي بعيد المدى 118

## العمليات الكبرى
- عملية سفير-بيتروزافودسك ضد فنلندا، يوليو وأغسطس 1944
- عملية بيتسامو-كيركينيس ضد الفيرماخت، أكتوبر 1944

## القادة
- الفريق أول فاليريان فرولوف (سبتمبر 1941 – فبراير 1944)
- مارشال الاتحاد السوفييتي كيريل ميريتسكوف (فبراير 1944 - مايو 1945)[2]

## ملحوظات
1. ↑  التكوين القتالي للجيش السوفييتي، 1 سبتمبر 1944
2. ↑  Барабанов А. М., Моторин И. А (2014). "Артиллерия фронтов и её командующие" (بالروسية) (Военно-исторический журнал ed.) (11): 35–42. {{استشهاد بدورية محكمة}}: الاستشهاد بدورية محكمة يطلب |دورية محكمة= (help)صيانة الاستشهاد: التاريخ والسنة (link)